# Bop Gun (One Nation)
«Bop Gun (One Nation)» es el cuarto sencillo del quinto álbum de Ice Cube, Lethal Injection. Samplea la canción de Funkadelic «One Nation Under a Groove». Alcanzó la posición 6 en el Hot Rap Singles y el número 23 en el Billboard Pop Singles.
El término «Bop Gun» fue inventado y popularizado por el grupo Parliament y George Clinton en la canción de 1977 «Bop Gun (Endangered Species)». Se trata de un "tiro" a la gente desprovista de funk que llena su corazón con el funk y la iluminación de esta ideología. (Funkcyclopedia de George Clinton)
El vídeo musical del sencillo muestra una loca fiesta de George Clinton. Este fue dirigido por Cameron Casey, y también cuenta con cameos de Bootsy Collins y WC. Al final, la música se detiene con un fadeout y George Clinton sostiene el Bop Gun.
La canción fue incluida en el compilación de Ice Cube Greatest Hits y en el álbum remix de George Clinton lanzado 1996 Greatest Funkin' Hits.

## Posición en las listas musicales
| Lista                  | Mejor posición |
| ---------------------- | -------------- |
| U.S. Billboard Hot 100 | # 23           |
| U.S. US R&B / Hip-Hop  | # 21           |
| Hot Rap Singles        | # 6            |
| UK Singles Chart       | # 22           |

- Datos: Q4944164